# Barbara Kleon
Barbara Kleon (Bressanone, 17 ottobre 1980) è un'ex sciatrice alpina italiana specialista delle gare veloci.

## Biografia
Attiva in gare FIS dal dicembre del 1995, Barbara Kleon esordì in Coppa Europa il 7 febbraio 1998 a Nova Levante/Castelrotto in supergigante (42ª) e in Coppa del Mondo il 31 ottobre 1999 nello slalom gigante di Tignes, senza qualificarsi per la seconda manche. Nella stagione 2000-2001 conquistò il primo successo in Coppa Europa, nonché primo podio, nel supergigante disputato sulle nevi di Les Orres il 21 dicembre; a fine stagione risultò vincitrice della classifica di quella specialità.
Il 27 febbraio 2003 conquistò l'ultima vittoria in Coppa Europa, nonché ultimo podio, a Innerkrems in supergigante e il 5 dicembre dello stesso anno ottenne il suo miglior risultato in Coppa del Mondo, piazzandosi 6ª nella discesa libera disputata a Lake Louise. Prese per l'ultima volta il via nel massimo circuito internazionale il 21 dicembre 2004 a Sankt Moritz in supergigante (22ª), sua ultima gara in carriera; non prese parte a rassegne olimpiche o iridate.

## Palmarès

### Coppa del Mondo
- Miglior piazzamento in classifica generale: 53ª nel 2004

### Coppa Europa
- Miglior piazzamento in classifica generale: 5ª nel 2003
- Vincitrice della classifica di supergigante nel 2001
- 4 podi:
  - 3 vittorie
  - 1 secondo posto

#### Coppa Europa - vittorie
| Data             | Località   | Paese   | Specialità |
| ---------------- | ---------- | ------- | ---------- |
| 21 dicembre 2000 | Les Orres  | Francia | SG         |
| 2 febbraio 2001  | Pra Loup   | Francia | SG         |
| 27 febbraio 2003 | Innerkrems | Austria | SG         |

Legenda:

SG = supergigante

### South American Cup
- Miglior piazzamento in classifica generale: 16ª nel 2002
- 1 podio:
  - 1 terzo posto